# Dasycyrton coquimbensis
Dasycyrton coquimbensis är en tvåvingeart som beskrevs av Artigas 1970. Dasycyrton coquimbensis ingår i släktet Dasycyrton och familjen rovflugor. Inga underarter finns listade i Catalogue of Life.